# Dangerous Dave in the Haunted Mansion
A Dangerous Dave in the Haunted Mansion (más néven Dangerous Dave 2 vagy a Froggman-kiadásnál Rooms of Doom) a Dangerous Dave számítógépes játék 1991-es folytatása. John Romero, John Carmack, Adrian Carmack és Tom Hall készítette. A Shadow Knights játékmotorja alapján fejlesztették ki, némi extra kóddal a folyamatosabb, több képkockából álló szereplőmozgás érdekében. Újdonságként megjelenik az automatikus töltéses puska debütál. A játékban bemutatott számos elemek belekerültek a folytatásokba, a Dangerous Dave's Risky Rescue és Dave Goes Nutz!-ba.

## Történet
Davenek meg kell mentenie testvérét, Delbertet, aki a lényektől hemzsegő kísértetjárta kastélyban veszett el. Ehhez azonban nyolc szintet kell teljesítenie, végigmenve minden ajtón. Fegyverként, a játék során sörétes puskát lehet használni olyan szörnyek elleni harcra, mint zombik, szellemek, nyálkák stb. A pályák különböző csapdákkal és fényes gyémántokkal vannak tele.

## Mobiltelefonos verzió
A játék 2008-ban át lett portolva mobiltelefonokra. A játék ezen verzióját Java programnyelvvel fejlesztették ki és kompatibilis a kor mobiltelefonjainak többségével.